# Toshiro Sakai
Toshiro Sakai, född 23 november 1947 i Tokyo, Japan, japansk tidigare tennisspelare, särskilt bekant för sina insatser som Davis Cup-spelare.
Toshiro Sakai är flerfaldig japansk mästare i singel och dubbel. Han vann singeltiteln i japanska inomhusmästerskapen sex gånger under perioden 1968-76, och dubbeltiteln två gånger (1974 och 1976).  
Sakai deltog som ankare i det japanska Davis Cup-laget 1968 och 1971-75. Han spelade totalt 37 matcher av vilka han vann 20 (varav 15 i singel). Laget hade under perioden måttlig framgång i den östra zonen mot Australien, Filippinerna , Hongkong, Indien, Indonesien, Sydkorea, Taiwan och Vietnam. I flera möten förlorade Japan knappt, och Sakai stod ofta för lagets enda segrar i dessa möten. Han besegrade i DC-sammanhang spelare som John Newcombe (1973; 8-6, 6-4, 4-6, 0-6, 6-3) och Phil Dent (1975; 6-1, 4-6, 2-6, 6-4, 6-4).  